# Liste des îles de Paris
Les îles parisiennes, c'est-à-dire les îles situées sur le territoire de la commune de Paris, en France, sont de deux types. Les deux îles principales, l'île de la Cité et l'île Saint-Louis, sont des îles fluviales d'origine naturelle situées dans la Seine vers le milieu de la commune. Plusieurs îles anciennes ont été rattachées à celles-ci ou à la berge. Les autres îles sont artificielles et, à part l'île aux Cygnes, situées dans des parcs de la capitale, principalement dans le bois de Vincennes et le bois de Boulogne.

## Îles actuelles
| Rang | Île                          | Localisation                           | Arrondissement | Superficie (ha) | Dimensions (m) | Coordonnées                                                         | Image                                                                                   |
| ---- | ---------------------------- | -------------------------------------- | -------------- | --------------- | -------------- | ------------------------------------------------------------------- | --------------------------------------------------------------------------------------- |
| 1    | Île de la Cité               | Seine                                  | 1er et 4e      | 29              | 1 200 × 300    | 48° 51′ 16,57″ N, 2° 20′ 50,88″ E                                   | Île de la Cité, vue du pont de la Tournelle.                                            |
| 2    | Île Saint-Louis              | Seine                                  | 4e             | 11              | 720 × 200      | 48° 51′ 05,81″ N, 2° 21′ 25,3″ E                                    | Le sud de l’île Saint-Louis, avec le quai d’Orléans, vu depuis le pont de la Tournelle. |
| 3    | Île aux Cygnes               | Seine                                  | 15e            | 3               | 910 × 40       | 48° 51′ 10,18″ N, 2° 17′ 01,15″ E                                   | L'île aux Cygnes vue de la tour Eiffel.                                                 |
| 4    | Île nord du Lac inférieur    | Bois de Boulogne (Lac inférieur)       | 16e            | 3               | 430 × 100      | 48° 51′ 52,46″ N, 2° 15′ 38,5″ E                                    |                                                                                         |
| 5    | Île de Bercy                 | Bois de Vincennes (Lac Daumesnil)      | 12e            | 3               | 260 × 140      | 48° 49′ 55,9″ N, 2° 24′ 40,39″ E                                    | L'île de Bercy et le pavillon.                                                          |
| 6    | Île sud du Lac inférieur     | Bois de Boulogne                       | 16e            | 2,5             | 320 × 100      | 48° 51′ 42,29″ N, 2° 15′ 33,54″ E                                   |                                                                                         |
| 7    | Île de Reuilly               | Bois de Vincennes (Lac Daumesnil)      | 12e            | 2,5             | 310 × 110      | 48° 49′ 50,14″ N, 2° 24′ 50,5″ E                                    | Le kiosque et la grotte, à la pointe sud-est de l'île en 2013.                          |
| 8    | Île sud du Lac des Minimes   | Bois de Vincennes (Lac des Minimes)    | 12e            | 2,5             | 270 × 125      | 48° 50′ 04,34″ N, 2° 27′ 32,72″ E                                   | Île sud du Lac des Minimes.                                                             |
| 9    | Île nord du Lac des Minimes  | Bois de Vincennes (Lac des Minimes)    | 12e            | 1,7             | 220 × 100      | 48° 50′ 11,25″ N, 2° 27′ 29,1″ E                                    | Île nord du Lac des Minimes.                                                            |
| 10   | Île aux Cèdres               | Bois de Boulogne                       | 16e            | 1               | 160 x 70       | 48° 52′ 29,72″ N, 2° 16′ 02,75″ E                                   |                                                                                         |
| 11   | Île du Belvédère             | Parc des Buttes-Chaumont               | 19e            | 0,8             | 120 × 90       | 48° 52′ 51,11″ N, 2° 22′ 58,54″ E                                   | Paris, parc des Buttes-Chaumont. Vue du lac ; à gauche, l'île du Belvédère.             |
| 12   | Île de la Porte jaune        | Bois de Vincennes (Lac des Minimes)    | 12e            | 0,7             | 150 × 60       | 48° 50′ 17,55″ N, 2° 27′ 32,72″ E                                   | Île de la Porte Jaune.                                                                  |
| 13   | Île du Lac de Saint-Mandé    | Bois de Vincennes (Lac de Saint-Mandé) | 12e            | 0,6             | 150 × 50       | 48° 50′ 30,57″ N, 2° 25′ 18,1″ E                                    | Île du Lac de Saint-Mandé                                                               |
| 14   | Îlots de la Mare Saint-James | Bois de Boulogne (Mare Saint-James)    | 16e            | 0,1             | 75 × 20        | 48° 52′ 33″ N, 2° 15′ 31,23″ E et 48° 52′ 34,18″ N, 2° 15′ 37,46″ E |                                                                                         |
| —    | Îlot du parc Montsouris      | Parc Montsouris                        | 14e            | 0,06            | 50 × 15        | 48° 49′ 24,23″ N, 2° 20′ 19,48″ E                                   |                                                                                         |
| —    | Îlots du zoo de Vincennes    | Zoo de Vincennes (Plusieurs îles)      | 12e            | —               | —              | 48° 49′ 59,35″ N, 2° 25′ 01,2″ E                                    |                                                                                         |

## Îles anciennes
D'autres îles ont existé à Paris au Moyen Âge, avant que la Seine ne soit contenue par des digues. Elles ont aujourd'hui disparu. Les plus petites de ces îles étaient ordinairement bordées de saules et de roseaux, couvertes de sable et de limon, et inondées dans les périodes de grandes eaux.

### Sur la Seine (d'amont en aval)
- L'île Louviers, également appelée île aux Javiaux, située entre les actuels quai Henri-IV et boulevard Morland dans le 4e arrondissement, en amont de l'île Saint-Louis ; d'une taille comparable à cette dernière, elle était reliée à la rive droite par le pont de Grammont qui traversait le bras de Grammont de la Seine, dont le comblement en 1843 la fit disparaître en tant qu’île.
- L'île aux Vaches et l'île Notre-Dame, réunies au XVIIe siècle pour former l'île Saint-Louis.
- L’île de Buci, séparée de l’île-aux-Juifs par un étroit canal. Elle doit son nom au moulin de Buci[1].
- L'île aux Juifs, également appelée île-aux-Treilles, île au Bureau[2] et île des Templiers, qui appartenait à l'abbaye de Saint-Germain-des-Prés et fut, en 1314, le théâtre du supplice de Jacques de Molay, grand-maître de l'ordre du Temple.
- Près d'elle était l'île à la Gourdaine, située à l'ouest de la Cité, entre le jardin du Palais et le quai des Augustins, sur laquelle se trouvait le moulin de la Gourdaine ; ces deux îles furent concédées par Henri IV à Achille de Harlay, qui les réunit à la Cité et en forma la place Dauphine, ainsi que l'éperon du pont Neuf, où s'élève la statue équestre d'Henri IV.
- L'îlot du Passeur-aux-Vaches, à la pointe aval de l'île de la Cité.
- L'île du Louvre, qui n'était qu'un banc de sable et disparut dans la construction du port Saint-Nicolas.
- L’île de Seine, banc de sable situé le long du quai de la Grenouillère. L’île était séparée de la rive par un marécage. Celui-ci est asséché, en 1645. L’île est, alors, incorporée à la rive[3].
- L’île Merdeuse, banc de sable, était située au niveau de l’Assemblée nationale[4].
- L'île Maquerelle, formée par cinq îlots réunis, l'île de Grenelle, l'île des Treilles, l'île aux Vaches (à ne pas confondre avec l'île homonyme ayant été à l'origine de l'île Saint-Louis), l'île de Jérusalem et l'île de Longchamp[5], renommée ensuite île des Cygnes, située entre la Seine et un bras comblé entre 1786 et 1812, et correspondant à l'actuelle rue de l'Université dans le 7e arrondissement. Elle ne doit pas être confondue avec l'actuelle île aux Cygnes, construction artificielle plus récente et plus en aval sur la Seine.

Jaillot évoque plusieurs îles ou îlots, non localisés : îles à Pruniers, île de la Garenne, île de Longchamp, île de la Pierre, île où Motte de la Saumonnière. Il précise que toutes ces îles existait au milieu du XVe siècle.

### Sur laBièvre
- L'île aux Singes, située à l'emplacement actuel du square René-Le Gall.

### Galerie

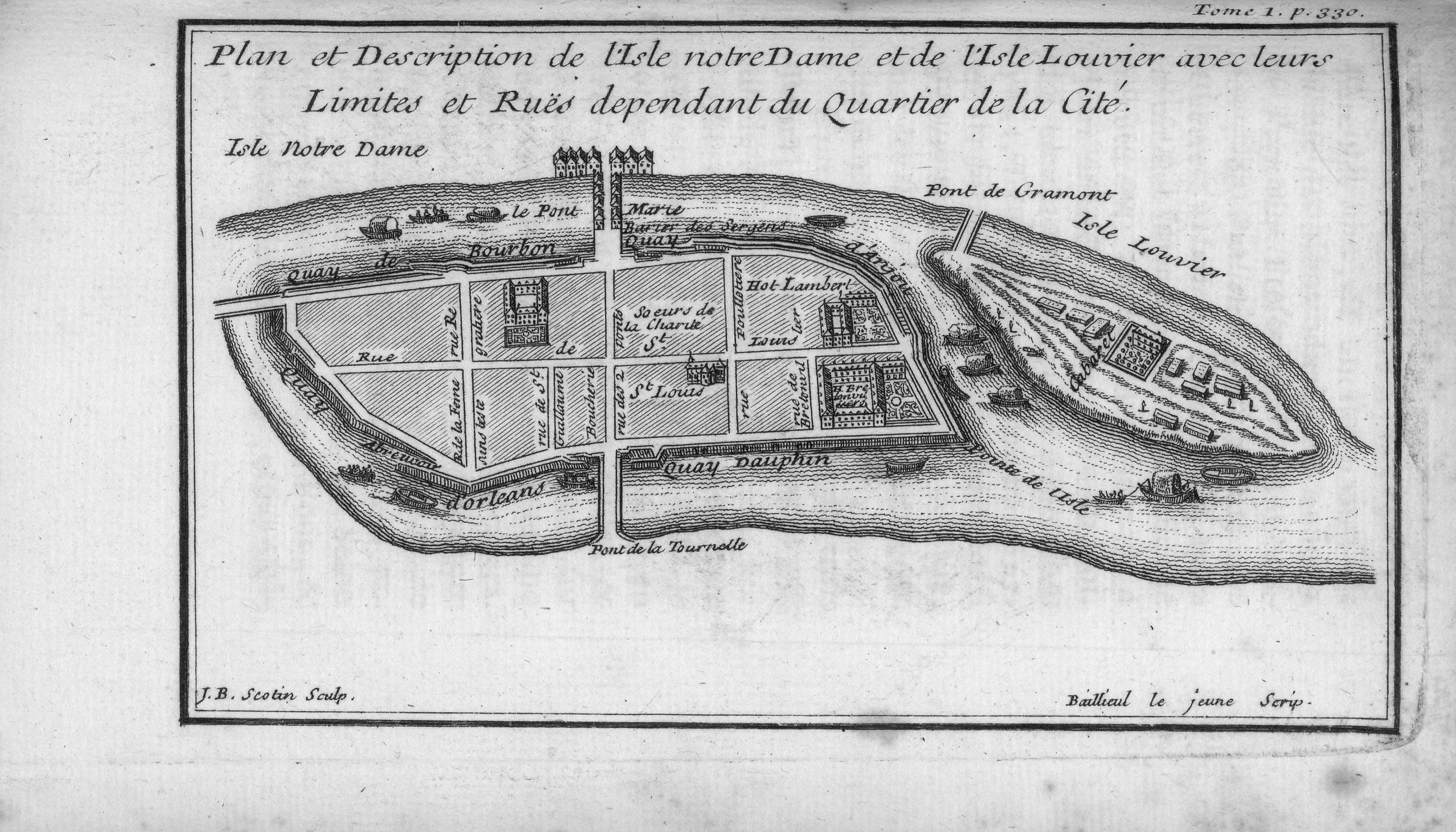
Ancien plan de l'île Notre-Dame (actuelle île Saint-Louis) et de l'île Louviers.
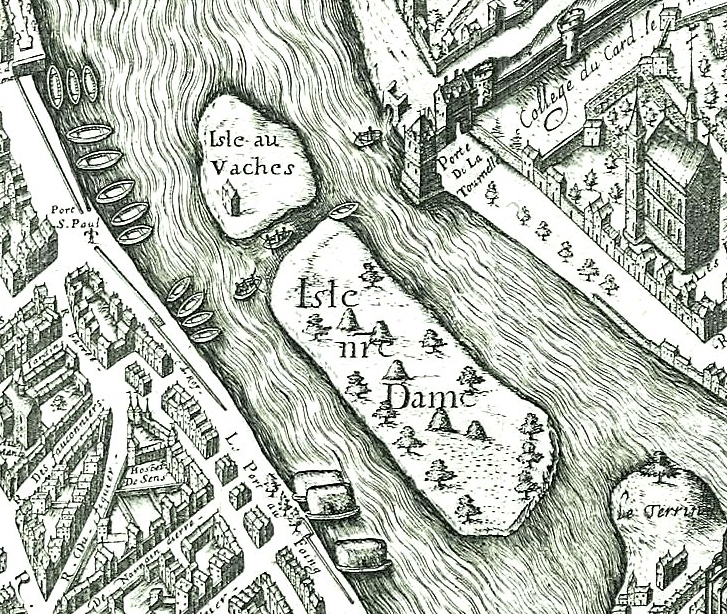
Île aux Vaches sur le plan de Vassalieu (1609).
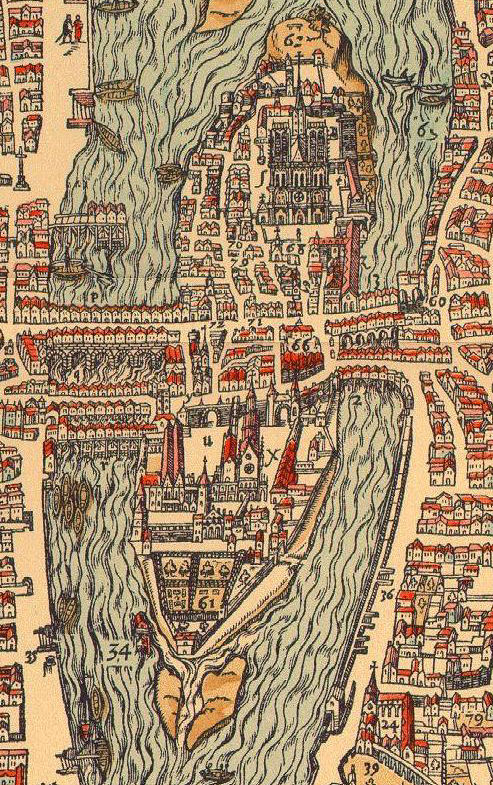
L'île aux Juifs sur le plan de Belleforest (1575), elle est en bas de l'île de la Cité, sur la droite
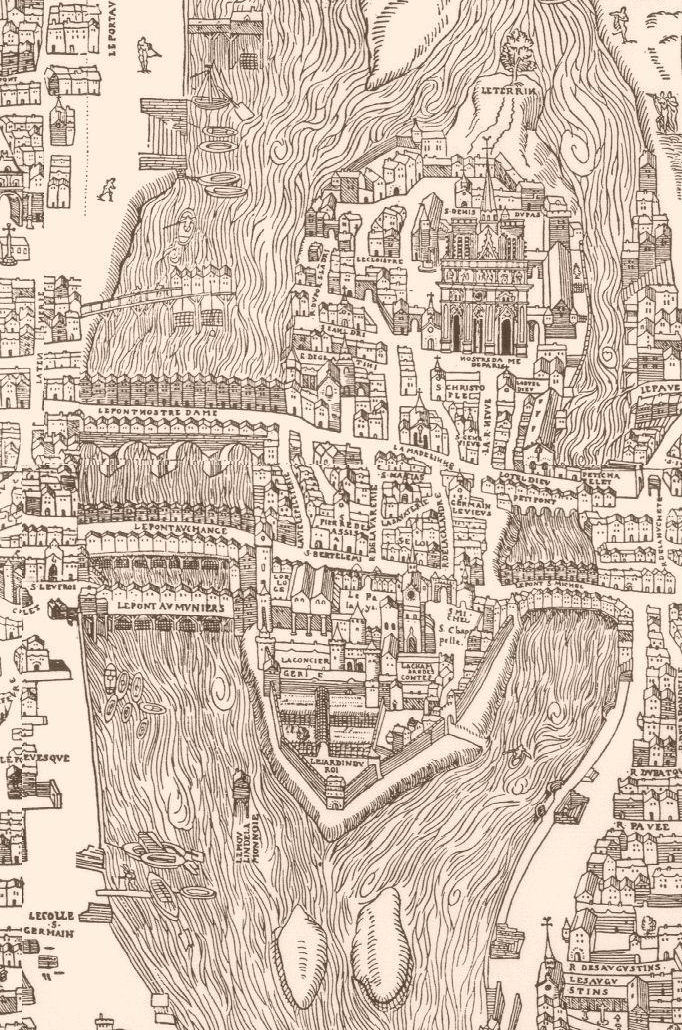
L'île de la Gourdaine sur le plan de Bâle (1552), elle est en bas de l'île de la Cité, sur la gauche.